# Sloveniens damlandslag i handboll
Sloveniens damlandslag i handboll representerar Slovenien i handboll. Laget har deltagit i både VM och EM 4 gånger, men aldrig tagit medalj då bästa placering är 8:e plats i VM (2003) och 8:e plats i EM 2022. Dess första framträdande var i  Världsmästerskapet 1997, då de kom på 18:e plats. Coach är Ivica Rimanić.